# The Red Woman
The Red Woman (conosciuto anche come Her God) è un film muto del 1917. Il nome del regista non appare tra i crediti del film.

## Trama
Il vecchio Dean vorrebbe che il figlio Morton prendesse in mano gli affari di alcune sue proprietà nel Nuovo Mexico, ma il giovane rifiuta di andarsene nel West, adducendo come scusa le sue nozze con Dora Wendell, una signorina della buona società. Dean senior si infuria per il comportamento del figlio, tanto da lasciargli in eredità ben poco del patrimonio familiare. Quando il vecchio muore, Morton scopre che la fidanzata voleva sposarlo solo per i suoi soldi e, deluso, parte per il Nuovo Messico. Incontra così Maria Temosach, una ragazza indiana che torna a casa dopo aver completato gli studi nell'Est. Benché di buone maniere e di ottima istruzione, Maria però non viene accettata in società a causa delle sue origini. Corteggiata da Sancho, un ladro di bestiame, lo respinge. L'uomo, geloso, vedendo che Maria mostra interesse per Morton, ferisce quello che lui ritiene un rivale. Maria, allora, si prende cura di Morton, portandolo con sé nella sua capanna. I due giovani si innamorano e Maria distrugge un idolo che aveva dichiarando che ora è Morton il "suo dio". Una notte, Maria - nel sonno - si infila nel letto dell'uomo amato che lei ha dipinto come un idolo e che ha messo sul piedistallo del dio. Quando arriva Sancho, accompagnato da Dora, i due non trovano Morton ma la sola Maria. Dora la informa che - dopo il ritrovamento di un nuovo testamento - Morton ora è un uomo ricco, erede delle proprietà che il padre gli ha lasciato. Per amore, Maria rinuncia a Morton e lo convince a tornarsene a casa insieme a Dora. Qualche tempo dopo, la giovane si trova incinta e Sancho dichiara che il figlio è suo. Ma, alla nascita del bambino, questi è biondo e di pelle chiara: Maria si rende conto che non può essere che il figlio di Morton. Lui, intanto, benché spinto da Dora a lasciare il Nuovo Messico, decide che la sua vita è ormai accanto a Maria, e torna indietro da lei.

## Produzione
Il film fu prodotto dalla Hayward Productions e dalla World Film.

## Distribuzione
Il copyright del film, richiesto dalla World Film Corp., fu registrato il 31 gennaio 1917 con il numero LU10165.
Distribuito dalla World Film e presentato da William A. Brady, il film uscì nelle sale cinematografiche statunitensi il 12 febbraio 1917.
Non si conoscono copie ancora esistenti della pellicola che viene considerata presumibilmente perduta.